# Биньян (Наньнин)
Бинья́н (кит. упр. 宾阳, пиньинь Bīnyáng) — уезд городского округа Наньнин Гуанси-Чжуанского автономного района (КНР).

## История
Ещё в IV веке, во времена империи Цзинь, в этих местах был создан уезд Линфан (领方县). Во времена империи Тан написание его названия было в 621 году изменено на 岭方县. Впоследствии была создана область Биньчжоу (宾州), власти которой разместились в уезде Линфан. Во времена империи Мин уезд Линфан был в 1369 году расформирован, а его земли перешли под непосредственное управление областных властей. Во времена империи Цин область была в 1725 году поднята в статусе до «непосредственно управляемой» (то есть стала подчиняться напрямую властям провинции, минуя промежуточное звено в виде управы), её властям подчинялось 4 уезда. В 1734 году уезды были выведены из состава области, и она стала «безуездной». После Синьхайской революции в Китае была проведена реформа структуры административного деления, в результате которой области были упразднены, и поэтому в 1911 году область была преобразована в уезд Биньсянь (宾县), который в 1913 году был переименован в Биньян.
После того, как в декабре 1949 года провинция Гуанси была занята войсками НОАК и вошла в состав КНР, уезд был включён в состав Специального района Наньнин (南宁专区). В конце 1951 года Специальный район Наньнин был расформирован, и уезд перешёл в состав нового Специального района Биньян (宾阳专区). В декабре 1952 года в провинции Гуанси был создан Гуйси-Чжуанский автономный район (桂西壮族自治区), а в 1953 году Специальные районы Биньян и Чунцзо были объединены в Специальный район Юннин (邕宁专区) Гуйси-Чжуанского автономного района. В 1956 году Гуйси-Чжуанский автономный район был переименован в Гуйси-Чжуанский автономный округ (桂西僮族自治州). В 1958 году автономный округ был упразднён, а вся провинция Гуанси была преобразована в Гуанси-Чжуанский автономный район. Специальный район Юннин был при этом переименован в Специальный район Наньнин (南宁专区).
В декабре 1958 года уезда Биньян и Шанлинь были объединены в уезд Биньлинь (宾林县), но уже в мае 1959 года были воссозданы в прежних границах.
В 1971 году Специальный район Наньнин был переименован в Округ Наньнин (南宁地区).
Постановлением Госсовета КНР от 23 декабря 2002 года округ Наньнин был упразднён, и уезд перешёл в состав городского округа Наньнин.

## Административное деление
Уезд делится на 15 посёлков и 1 волость.